# Golden set (volleyboll)
Golden set i volleyboll är ett set som avgör en annars jämn matchserie i volleyboll. Setet räknas som en ny match. Vinnare är det lag som först når 15 poäng, med minst 2 poängs marginal till motståndaren
Konceptet introducerades 2009. Sedan dess har förutsättningar för när setet spelats varierat. Först gällde det vid lika antal vunna set, senare vid lika antal vunna matcher och sedan 2013 vid lika antal vunna poäng där seger i en match med 3-0 eller 3-1 i set ger 3 poäng, seger med 3-2 ger 2 poäng, förlust med 2-3 ger 1 poäng och förlust med 1-3 eller 0-3 ger 0 poäng.